# روزنه (وبگاه)
سایت روزنه دات کام، سایتی خبری است که می‌توان آن را خبرگزاری غیررسمی حزب کمونیست کارگری ایران دانست که در سال ۱۹۹۹ تأسیس شد.
مدیر مسئول کنونی روزنه امیر توکلی از اعضای کمیته مرکزی حککا است.
از مدیران گذشتهٔ آن می‌توان به حسن پناهی و فاتح بهرامی اشاره کرد.
در حال حاضر محمد شکوهی به عنوان مدیر سرویس خبر، احمد رحمانی به عنوان دستیار سردبیر و سیاوش شهابی به عنوان مسئول فنی در سایت روزنه فعالیت می‌کنند. همه این افراد از کادرهای حککا هستند.
سایت روزنه بر اساس آمار وب‌گاه جهانی الکسا اینترنت جزو ۲۵۰ هزار وبسایت برتر اینترنت است.